# Air Malawi
Air Malawi Limited (mã IATA = QM, mã ICAO = AML) là hãng hàng không quốc gia của Malawi, trụ sở đặt tại Blantyre, Malawi. Hãng có căn cứ chính ở Sân bay quốc tế Chileka (Blantyre), với 1 căn cứ phụ ở Sân bay quốc tế Lilongwe.

## Lịch sử
Air Malawi được thành lập bởi 1 đạo luật của quốc hội Malawi và bắt đầu hoạt động từ 1.9.1967. Air Malawi là hãng kế tục của một hãng cùng tên được thành lập năm 1964 như một hãng phụ thuộc của Central African Airways với 2 máy bay "C-47 Dakotas" và 3 máy bay "de Havilland DHC-2 Beavers". Sau đó là 1 máy bay BAC 1-11-475 bay tuyến đường trong vùng tớiHarare, Johannesburg và Nairobi. Năm 1974 hãng bắt đầu mở tuyến bay tới Sân bay London Gatwick bằng 1 máy bay Vickers VC-10, nhưng đến cuối thập niên 1970 thì ngưng. Hãng dùng các máy bay Short Skyvan, Britten-Norman Islander và Hawker Siddeley HS-748 cho các tuyến bay trong vùng. Trong thập niên 1990 các máy bay đó được thay thế bởi các máy bay Dornier 228 và ATR 42. Năm 1985 hãng thuê 1 máy bay Boeing 747SP dành cho các nhân vật quan trọng (VIP) trong chính phủ.

## Các nơi đến
(Tháng 4/2007):
- Malawi

- Blantyre
- Club Makokola
- Lilongwe
- Mzuzu

- Cộng hòa Dân chủ Congo

- Lubumbashi (Sân bay quốc tế Lubumbashi)

- Kenya

- Nairobi (Sân bay quốc tế Jomo Kenyatta)

- Mozambique

- Nampula (Sân bay Nampula)

- Nam Phi

- Johannesburg (Sân bay quốc tế OR Tambo)

- Tanzania

- Dar es Salaam (Sân bay quốc tế Julius Nyerere)

- Zambia

- Lusaka (Sân bay quốc tế Lusaka)

- Zimbabwe

- Harare (Sân bay quốc tế Harare)

- Các Tiểu vương quốc Ả rập Thống nhất

- Dubai (Sân bay quốc tế Dubai)

- Anh quốc

- London(Sân bay London Gatwick)

## Đội máy bay

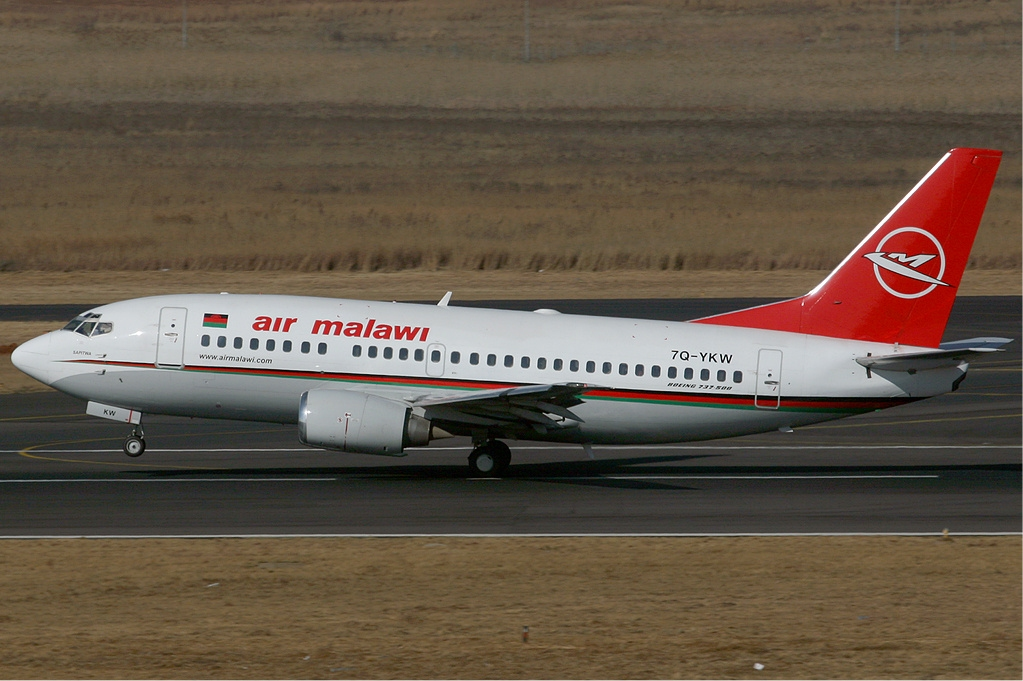
Boeing 737-500 của Air Malawi.

(Tháng 3/2007):